# Świechów-Parcel
Świechów-Parcel (do 31 grudnia 2016 Świechów) – osada w Polsce położona w województwie łódzkim, w powiecie kutnowskim, w gminie Oporów.
W latach 1975–1998 miejscowość administracyjnie należała do województwa płockiego.